# 이반 리트비노비치
이반 울라지미라비치 리트비노비치(벨라루스어: Іва́н Уладзі́міравіч Літвіно́віч, 러시아어: Ива́н Влади́мирович Литвино́вич 이반 블라디미로비치 리트비노비치[*], 2001년 6월 26일~)는 벨라루스의 체조 선수로 주 종목은 트램펄린이다. 올림픽에 2회 참가하였으며 벨라루스 국가대표로 참가한 2020년 하계 올림픽과 개인 중립 선수로 참가한 2024년 하계 올림픽 남자 트램펄린에서 금메달을 획득했다. 그는 남자 트램펄린 선수로는 최초로 올림픽에서 2회 이상 우승한 선수가 되었으며 세계 선수권 대회에서 금메달 2개, 은메달 1개, 유럽 선수권 대회에서 금메달 1개를 획득했다.